# Зимбабвийские облигационные банкноты
Зимбабвийские облигационные банкоты (англ. Zimbabwian bond notes) — суррогатные банкноты Резервного банка Зимбабве, ходившие в обращении в 2014—2019 годах[уточнить]. Выпущенные Резервным банком Зимбабве банкноты были заявлены не как валюта сами по себе, а скорее как законное платёжное средство, привязанное к доллару США в соотношении 1:1. В 2014 году до выпуска облигаций в обращение поступила серия облигационных монет меньших номиналов.

## История
В ноябре 2016 года Резервный банк Зимбабве начал выпуск в обращение специальных облигаций номиналом 2 доллара США. Данный проект был поддержан выделенным кредитом Африканского экспортно-импортного банка, сумма кредита составила 200 миллионов долларов. Два месяца спустя были выпущены облигации номиналом 5 долларов США на общую сумму 15 миллионов долларов. В проекте выпуска также планировались облигации номиналом 10 и 20 долларов США, однако глава Резервного банка Зимбабве Джон Мангудья не предпринял шаги по практической реализации плана.
Новые банкноты не были приняты всеми гражданами Зимбабве.поэтому правительство пыталось увеличить предложение безналичных денег и вместо этого выпустить казначейские векселя.
Изначально облигации этого выпуска планировалось вывести из обращения в 2018 году, однако, вопреки заявлению экс-министра финансов Тендаи Бити, который заявил о необходимости их демонетизации, так как они подлежали арбитражу. В ходе предвыборной кампании 2018 года облигации превратились в политическую проблему, и Альянс MDC призвал заменить их «реальными деньгами».
Несмотря на то, что банкноты формально привязаны к доллару США в соотношении 1:1, их реальный курс, как и прежний зимбабвийский доллар, постоянно снижался при повседневных транзакциях с использованием курса облигационных банкнот. В январе 2019 года курс к доллару США составлял 3:1, а в ноябре 2019 года за один реальный доллар США давали уже 19 облигационных долларов, выпущенных в Зимбабве.

## Банкноты
| Изображение | Изображение | Номинал (долларов США) | Год выпуска | Цвет      | Размер (в миллиметрах) | Аверс                                 | Реверс                                               | Прим.         |
| ----------- | ----------- | ---------------------- | ----------- | --------- | ---------------------- | ------------------------------------- | ---------------------------------------------------- | ------------- |
|             |             | 2                      | 2016        | Зелёный   | 155 x 62               | Балансирующие камни Чиремба в Эпворте | Вечный огонь Независимости и Дом парламента в Хараре | [ 10 ] [ 11 ] |
|             |             | 5                      | 2017        | Сиреневый | 155 x 66               | Балансирующие камни Чиремба в Эпворте | Три жирафа рядом с деревьями                         | [ 10 ] [ 11 ] |

## Облигационные банкноты и доллар RTGS
В феврале 2019 года управляющий Резервного банка Зимбабве объявил, что выпущенные облигационные банкноты станут частью «стоимости»[уточнить], составляющей новую валюту, которая будет добавлена на зимбабвийский рынок, названную доллар RTGS, совместно с облигационными монетами и электронными деньгами.